# Sail Karlskrona
Sail Karlskrona, i folkmun "Sailet" är ett arrangemang med maritimt tema i Karlskrona som ingår i Baltic Sail. Baltic Sail är en regatta med i huvudsak segelfartyg som arrangeras under juli och augusti varje år och som besöker sju olika städer i fem olika länder kring Östersjön. I Sverige besöks förutom Sail Karlskrona Halmstads Marinfestival av Baltic Sail. År 2008 arrangerades Sail Karlskrona 31 juli-3 augusti.
Sail Karlskrona var under åren 1980, 1983, 1988 och 1992 en del av den stora regattan Tall ships race. Under 90-talet var Sailet en del av regattan Baltic Traditional.